# Martirio di san Lorenzo (Campi)
Il Martirio di san Lorenzo è un dipinto olio su tela di Antonio Campi realizzato nel 1581 e conservato a Milano nella chiesa di San Paolo Converso.

## Storia
Il dipinto era stato realizzato e posto come pala d'altare della seconda cappella a destra per essere spostato nel Novecento presso l'ingresso nel primo altare laterale destro. La cappella ospitava altre due opere di Campi con soggetto sempre storie della vita di san Lorenzo, nonché le decorazioni con fregi, festoni e camei dove era inserito l'emblema della famiglia di Danese Figliodoni gran cancelliere e committente che godeva di giuspatronato della cappella stessa e che era amico di Ludovica Torelli fondatrice dell'istituto delle monache angeliche.
Il dipinto fu oggetto di approfondito studio nel 1929 da Roberto Longhi, e indicato come esempio di «illuminismo spietato».
L'opera fu oggetto di restauro nel 1975 da Pipin Brambilla Barcilon.

## Descrizione e stile
Il dipinto riporta la firma e la data di realizzazione. «ANTONIVS CAMPVS CRE [MONENSIS] 1581». Lo studio ei Longhi riprende lo studio dei medesimi soggetti eseguiti da Tiziano con "i frammenti enormi, brutali, ma sincerissimi di naturalezza, buttati là con gioia di vederli sprofondare nel controluce..." nonché la Flagellazione di Cristo napoletana.
L'artista propone il dipinto con la presenza di più punti luce non sempre naturali già presenti nei lavori alla Zecca di Milano di Giovanni Gerolamo Savoldo, nonché i lavori che potrebbe aver studiato perché presenti sul suo territorio milanese di Tiziano Vecellio, come Incoronazione di spine della chiesa di Santa Maria delle Grazie poi al museo parigino del Louvre. La lanterna retta dal personaggio a destra illumina la scena svelandoci i particolari dei personaggi, sarà questo uno dei dipinti degli anni settanta e ottanta del Cinquecento che caratterizzeranno il filone pittorico dell'artista con Morte della Vergine e la  Visita dell'imperatrice Faustina a santa Caterina in carcere, preparando a quello che darà poi Caravaggio come significato catardico della luce stessa.
La scena raffigurata pare allargare i suoi spazi oltre la tela stessa, ponendosi anche oltre l'immagine vista dall'osservatore, come il personaggio posto di spalle in primo piano a sinistra. Il santo oggetto del martirio si pone in un atteggiamento in contrasto con i suoi aguzzini che si atteggiano in pose molto plastiche contrariamente a Lorenzo che pare volgere il suo sguardo a quella luce che viene dalla torcia come se fosse l'anticipo della luce celeste.